# Igreja de São Domingos (Amarante)
A Igreja de São Domingos, também referida como Igreja de Nosso Senhor dos Aflitos, localiza-se no centro da cidade de Amarante, no distrito do Porto, em Portugal.  É vizinha à Igreja e Convento de São Gonçalo.
Está classificada como Imóvel de Interesse Público desde 1978.

## História
Foi erguida pela Venerável Ordem Terceira do Patriarca São Domingos, e ficou concluída em 1725.
Em outubro de 2011 conheceu intervenção de conservação e restauro. Atualmente abriga um museu de arte sacra.

## Características
Exemplar de arquitetura religiosa, em estilo barroco.

### Órgão de tubos
O instrumento, que data de 1868, foi construído por José Joaquim da Fonseca, organeiro do Porto e tem um sistema de tração de notas e registos mecânico e a sua conceção “foge” à tipologia de órgão ibérico, quer pela sua disposição, quer pela ausência de registos partidos. A ventilação pode ser gerada manualmente ou através de um sistema elétrico. Integrou o espólio abrangido pela intervenção e recuperação concluída em 2011.